# Età di Carlo I

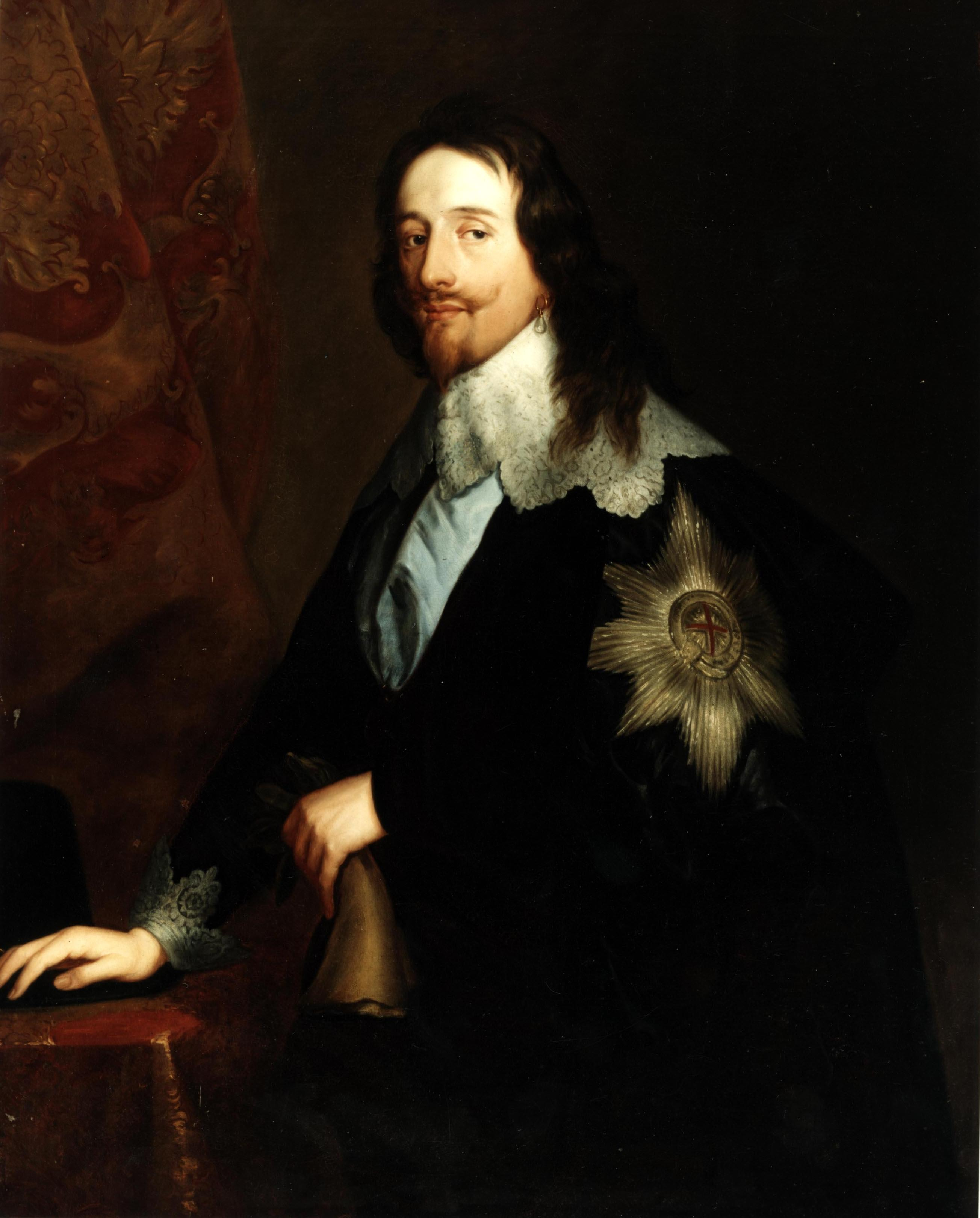
Ritratto di Carlo I Stuart, opera di Antoon van Dyck.

L'età di Carlo I è un periodo della storia inglese che coincide con il periodo di governo del sovrano, che regnò dal 1625 al 1649, anno della sua condanna a morte con pena capitale.
L'era carolina (all'inglese, Caroline era, da Carolus, forma latina di Carlo/Charles) successe all'età di Giacomo I e precedette il Commonwealth e il Protettorato di Cromwell; sostenitore del diritto divino dei re, Carlo I si scontrò con le forze puritane del Parlamento inglese nella guerra civile inglese. Venne decapitato nel 1649.
L'età si divide al suo interno in altri tre periodi:
- Primo periodo di regno;
- Governo Personale di Carlo I (Tirannia degli Undici Anni)
- Guerra civile inglese